# Marijn de Kler
Marijn de Kler (Duiven, 18 april 1994) is een Nederlands voetballer die als verdediger speelt.

## Carrière
Marijn de Kler speelde in de jeugd van ESA Rijkerswoerd, RKHVV, RKSV Driel en Vitesse/AGOVV. Van 2013 tot 2015 speelde hij voor Jong Vitesse. In augustus 2015 vertrok hij naar Heracles Almelo, waar hij zijn debuut maakte op 27 oktober 2015. Dit gebeurde in de met 3-1 gewonnen bekerwedstrijd tegen de Koninklijke HFC. Hij kwam in de 86e minuut in het veld voor Jaroslav Navrátil. Medio 2017 ging De Kler naar Achilles '29 dat uitkomt in de Tweede divisie. Eind februari 2018 ging hij naar SV DFS. Medio 2020 ging hij naar DZC '68.

### Statistieken
| Seizoen                        | Club            | Land           | Competitie     | Competitie | Competitie | Beker | Beker | Totaal | Totaal |
| Seizoen                        | Club            | Land           | Competitie     | Wed.       | Dlp.       | Wed.  | Dlp.  | Wed.   | Dlp.   |
| ------------------------------ | --------------- | -------------- | -------------- | ---------- | ---------- | ----- | ----- | ------ | ------ |
| 2015/16                        | Heracles Almelo | Nederland      | Eredivisie     | 0          | 0          | 1     | 0     | 1      | 0      |
| 2016/17                        | Heracles Almelo | Nederland      | Eredivisie     | 0          | 0          | 0     | 0     | 0      | 0      |
| 2017/18                        | Achilles '29    | Nederland      | Tweede divisie | 13         | 1          | 3     | 0     | 16     | 1      |
| Carrièretotaal                 | Carrièretotaal  | Carrièretotaal | Carrièretotaal | 13         | 1          | 4     | 0     | 17     | 1      |
| Bijgewerkt op 16 februari 2019 |                 |                |                |            |            |       |       |        |        |